# اندرو آپتون
اندرو آپتون (انگلیسی: Andrew Upton؛ زادهٔ ۱ فوریه ۱۹۶۶) نمایش‌نامه‌نویس و کارگردان استرالیایی است. وی همسر بازیگر استرالیایی، کیت بلانشت است که در ۲۹ دسامبر ۱۹۹۷ با یکدیگر ازدواج کردند. حاصل این ازدواج سه پسر با نام‌های داشیل جان (زادهٔ ۳ دسامبر ۲۰۰۱)، رومن رابرت (زادهٔ ۲۳ آوریل ۲۰۰۴) و ایگناتیوس مارتین (زادهٔ ۱۳ آوریل ۲۰۰۸) است. آن‌ها همچنین دختری به نام ایدیت ویوین پاتریشیا را در ۶ مارس ۲۰۱۵ به فرزندخواندگی پذیرفتند.